# 大石良昭
大石 良昭（おおいし よしあき、寛永17年（1640年） - 延宝元年9月6日（1673年10月15日））は、江戸時代前期の武士。赤穂事件で有名な大石良雄の父。通称は権内（ごんない）。
赤穂藩浅野家筆頭家老の大石良欽の嫡男として誕生。母は水戸藩士鳥居忠勝（鳥居元忠の四男）の娘。
明暦3年（1657年）10月4日には岡山藩池田家の重臣池田由成の娘くまと婚約。万治元年（1658年）2月20日に正式に結婚する。くまとの間に万治2年（1659年）に長男大石良雄、万治3年（1660年）に次男専貞、寛文11年（1671年）に三男大石良房の三子を儲けた。
浅野家からは大石家の家禄とは別に合力米200石を支給された。父の死後には赤穂藩の筆頭家老になるはずだったが、赤穂藩の大坂屋敷に勤めていた延宝元年（1673年）9月6日、父・良欽に先立って同地で死去。享年34。大坂の圓通院に葬られた。法名は本務院英巌玄雄。そのため、長男・良雄は、父・良欽の養嗣子となって大石家の家督を継ぐことになる。